# Бытовой выключатель

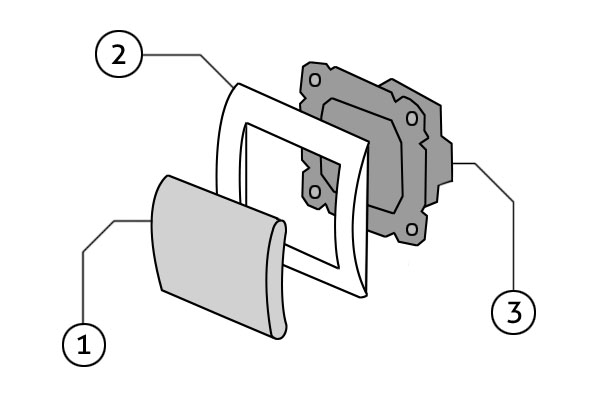
Составные части выключателя: 1 — клавиша; 2 — рамка; 3 — электроустановочный механизм

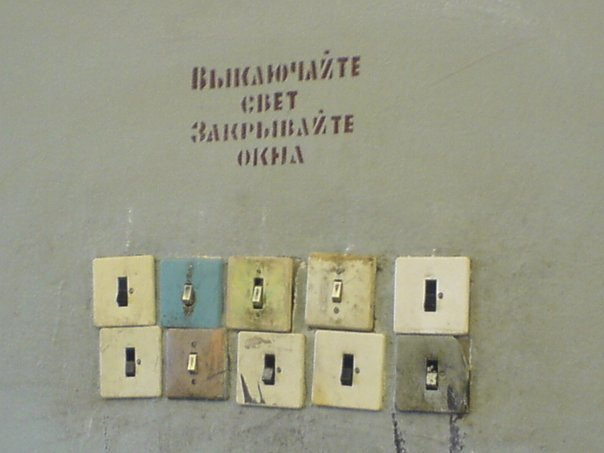
Одноклавишные выключатели, выпускавшиеся в СССР

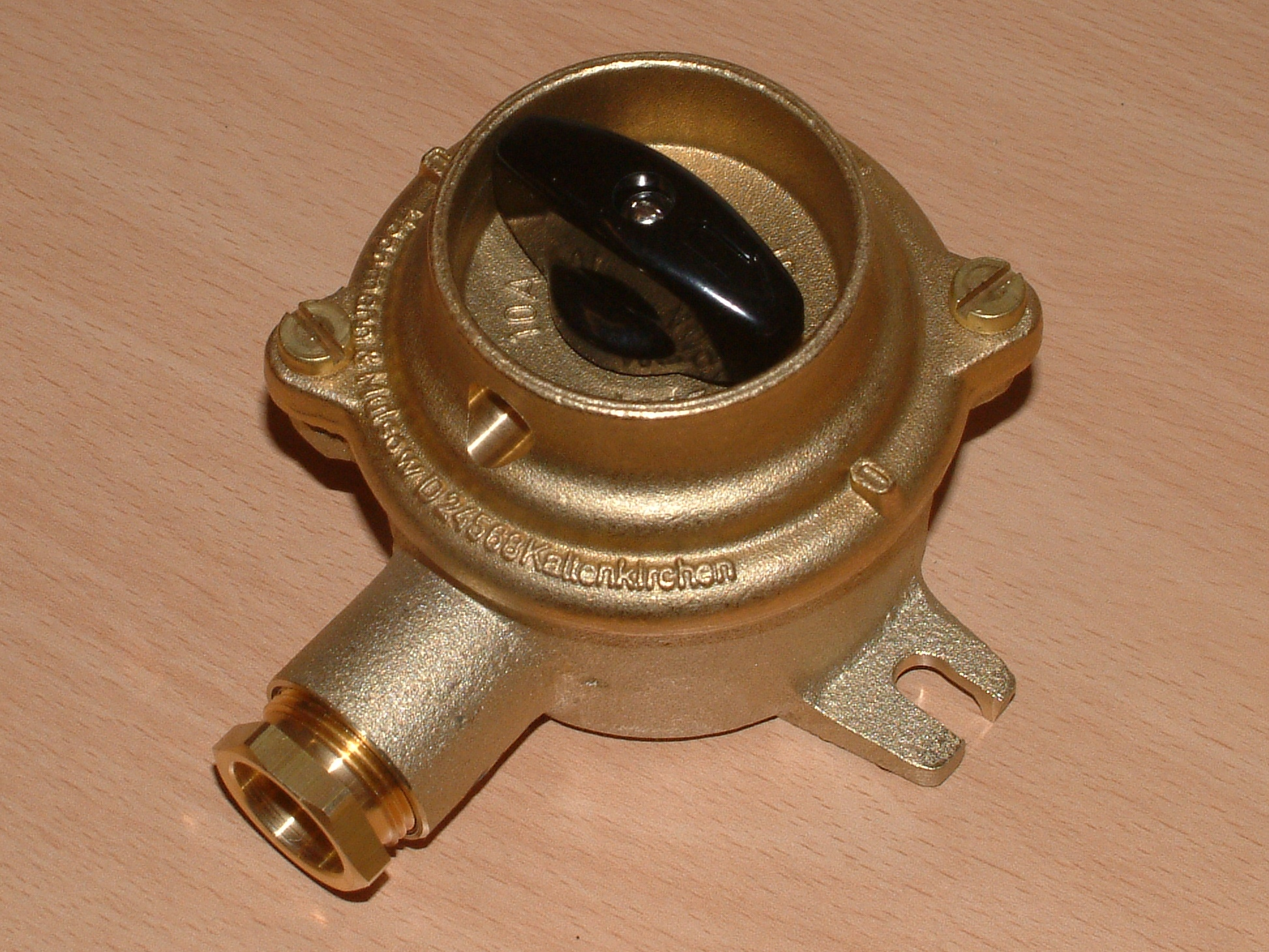
Поворотный тип выключателя.

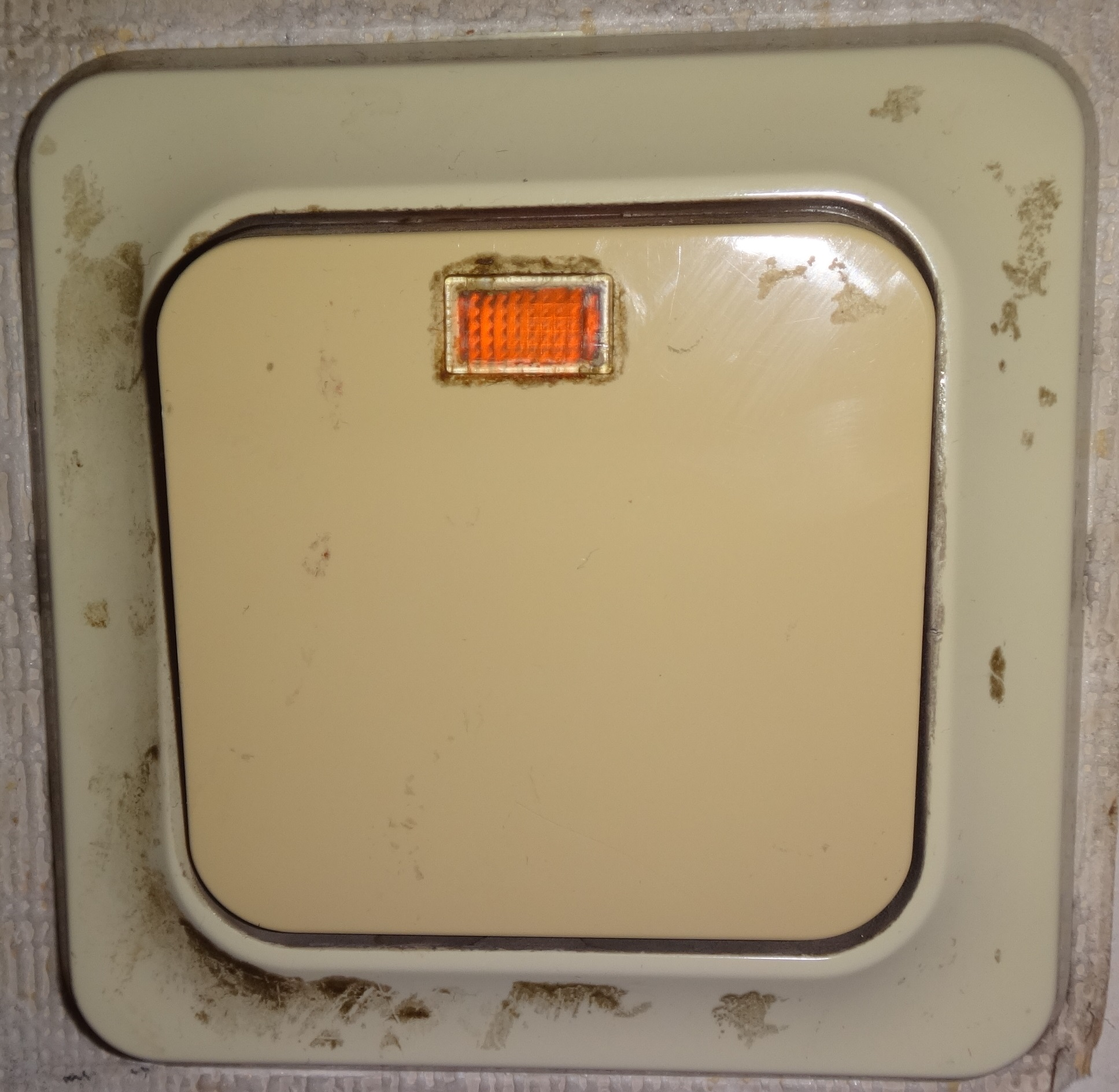
Выключатель с индикатором. Сейчас свет выключен, поэтому он горит. Когда включают свет, он автоматически отключается

Бытово́й выключа́тель — это двухпозиционный коммутационный аппарат с нормально-разомкнутыми контактами для работы в сетях с напряжением до 1000 вольт, не предназначенный для отключения токов короткого замыкания, без специальных устройств дугогашения, местного управления, с ручным приводом.
Остальные характеристики, такие как рабочий ток, степень влаго-, пыле- и взрывозащищённости (IP), климатическое исполнение, способ установки, материал контактов, определяются производителем и зависят от конкретной модели.
Для бытового выключателя актуально конструктивное исполнение — для внутренней установки (встраиваемый в стену, для скрытой проводки) или для внешней установки (устанавливаемый на стену, для открытой проводки).
В основном применяются для включения и выключения освещения (люстр, плафонов). Для этой же цели в продаже появились выключатели с плавным управлением освещённости: светорегуляторы, диммеры, триммеры.

## История
В 1879 году Эдисон продемонстрировал разработанную им современную систему электрического освещения, включающую лампу накаливания, патрон с винтовой резьбой, цоколь, клеммы, выключатель, штепсельную розетку и вилку, электрический счетчик, предохранители.

## Виды
Выключатели бывают самыми разнообразными по конструкции, в зависимости от назначения, числа замкнутых электрических цепей и величины пропускаемого тока. В быту, как правило, используются выключатели на напряжение до 250 В и максимальный ток 4, 6 либо 10 А. 

### По способу управления

#### Клавишные
В России верхнее положение клавиши соответствует включенному свету, а нижнее — выключенному (кроме случаев перевёрнутой установки). Так повелось со времени изобретения рубильников из-за их конструктивных особенностей. Аналогичная ориентация принята в европейских странах, США и Канаде. В Англии, Австралии, Новой Зеландии и Ирландии общепринята обратная ориентация.
Некоторые выключатели такого типа могут также иметь световые индикаторы (светодиод или неоновая лампа), позволяющие быстро отыскать их в темноте. При включённом свете индикатор гаснет, при выключенном горит.
Конструктивно являются ключами, то есть в одном положении размыкают цепь, а в другом замыкают.

#### Кнопочные
Эти выключатели вместо клавиши имеют нажимную подпружиненную кнопку. Кнопка может быть стилизована под клавишу, и тогда нажатие происходит на её нижнюю часть.
Конструктивно, как правило, являются импульсными. Пока кнопка нажата, цепь замкнута. Такие кнопки используются, например, в звонках. Встречаются и кнопочные выключатели типа ключ, которые замыкают и размыкают цепь поочередно при каждом нажатии.
В США выключателями типа «push-button» называются устройства, имеющие две кнопки. Когда одна кнопка нажимается, другая выдавливается автоматически. Конструктивно они являются ключами, а не кнопками.

#### Рычажные
Вместо клавиши имеют рычажок управления. Конструкция этого выключателя запатентована Вильямом Ньютоном и Моррисом Гольдбергом в 1916 г.
Конструктивно являются ключами.

#### Роторные (поворотные)
Поворотная рукоять в одном положении замыкает цепь, а в другом размыкает её. Конструктивно являются ключами. Пример — выключатель типа ПГ.

#### Шнуровые
Их также называют верёвочными, в просторечии — «дёргалками». Включение и выключение света происходит посредством вытягивания шнура из корпуса выключателя. Конструктивно могут являться как ключами, так и кнопками, и даже механическими «двухразрядными двоичными счётчиками», способными последовательно принимать состояния 00, 01, 10, 11, снова 00, и т. д. Ненадёжны; при выходе их из строя владельцы часто заменяют шнур на электрический, на конце которого располагают обычный выключатель для открытой проводки на изолирующей подставке.

#### Сенсорные
Не требуют механического воздействия на какой-либо орган управления, оно происходит при касании. Конструктивно могут являться как ключами, так и кнопками.

### По функциональности

#### Ключ (обычный бытовой выключатель)
Такой выключатель в одном состоянии размыкает цепь, а в другом замыкает её, являясь ключом.
По способу управления чаще всего являются клавишными, хотя встречаются поворотные, шнуровые, сенсорные и кнопочные выключатели.

#### Импульсные(кнопка)
Контакт происходит только при воздействии, без фиксации в этом положении. 
Для управления электроприборами требуют подключения к импульсному реле или контроллеру.
По способу воздействия чаще всего являются кнопочными, хотя встречаются клавишные, сенсорные и шнуровые импульсные выключатели.

#### Проходные
Переключатель на 2 направления, «проходной» выключатель. Замыкает конкретную цепь в каждом из положений. Если подключить к нему 2 лампы, в одном положении будет работать первая, а в другом вторая. Имеет 3 разъема для подключения.
Чаще всего используются в проходных схемах, когда к одному потребителю требуется подключить 2 независимых выключателя.
По управлению, как правило, клавишные. 
| Off | On |
| --- | -- |
|     |    |
|     |    |

#### Перекрёстные
«Сдвоенный», промежуточный выключатель. Переключатель, имеющий 4 разъема для подключения. При переходе из одного состояния в другое инвертирует коммутацию подключенных к нему кабелей. Используется в проходных схемах с тремя независимыми выключателями в сочетании с двумя переключателями.

#### Совмещённые устройства
Диммеры, сумеречные выключатели и т. д.

### Конструктивно
1. наружный монтаж
2. встраиваемые
3. модульные
4. пылевлагозащитные (уличные или для влажных помещений)
5. специальные

Дизайн выключателя, цвет, материал декоративных элементов и конструкция механизма зависят от серии электроустановочных изделий.

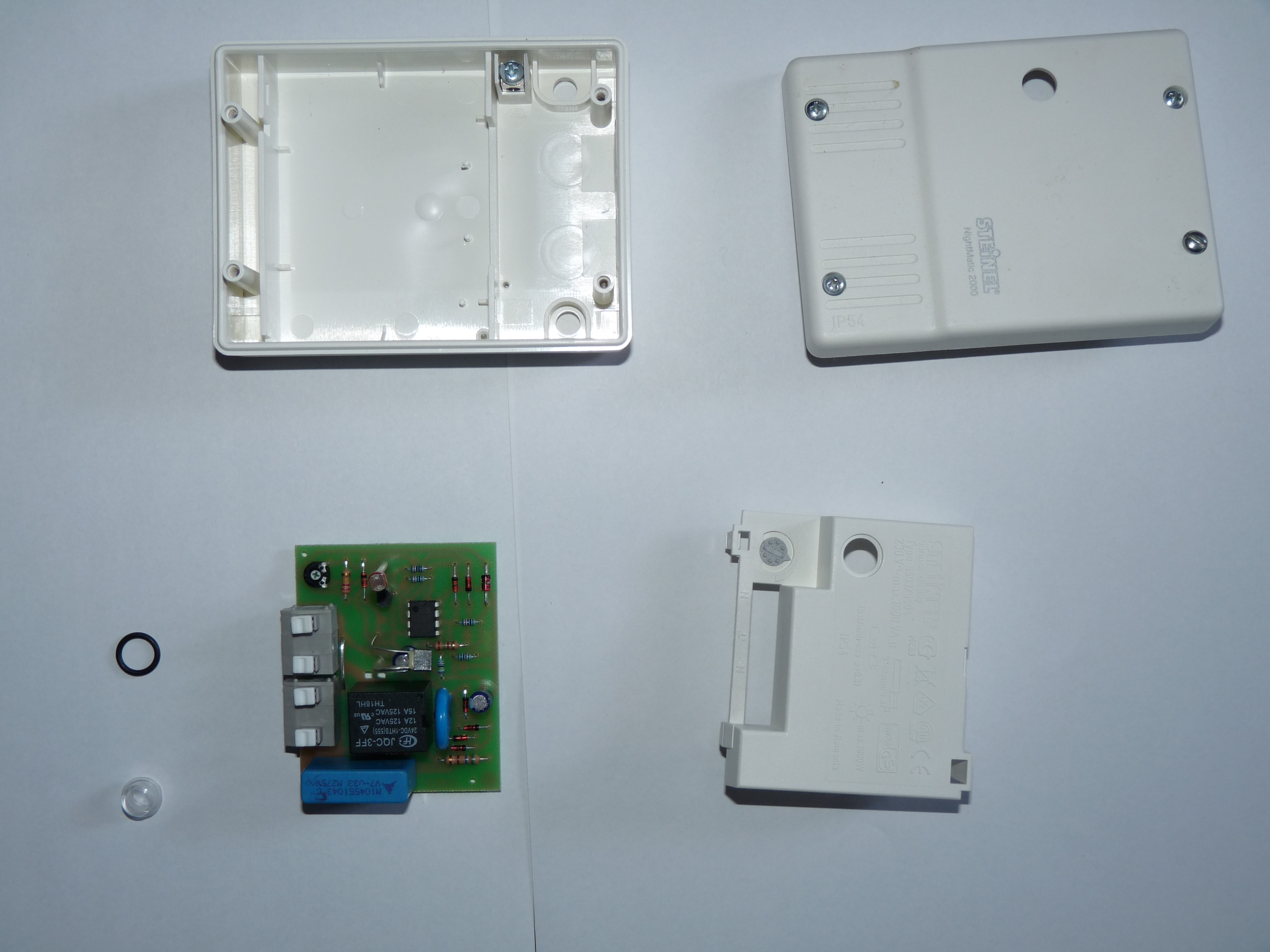
Сумеречное реле IP54 в разобраном виде

Су́меречное реле́ — один из типов реле, используемый для включения или выключения электрического освещения в зависимости от уровня освещенности окружающей среды.